# Фијана Фол
Фијана Фол — Републиканска странка (ир. Fianna Fáil — An Páirtí Poblachtánach; енгл. Fianna Fáil — The Republican Party), познатија само као Фијана Фол, ирска је политичка партија десног центра. Основана је 23. марта 1926, а оснивач је био Ејмон де Валера. Назив се најчешће преводи као Војници судбине, иако је тачнији превод Ратници Фола (Фол је, према легенди, старо име за Ирску).
Странка је замишљена као представник свих класа те је веровала у економски развој и социјални напредак, без обзира ко владао Ирском, било десне или леве фракције. Странка је окренута популизму те често истиче блискост са народом и многобројно чланство произишло из тога. Истичу и наклоњеност републиканизму те су његов најпознатији представник. Фијана Фол је водила владе које су укључивале и леве (Лабуристичка странка и Зелена странка) и десне странке (Прогресивни демократи), што потврђује њену склоност прилагођавању и прагматичности. Тренутни лидер странке је Михал Мартин.
Од формирања прве владе Фијана Фола 9. марта 1932, у последњих 79 година били су на власти 61 годину. Најдуже раздобље у којем су владали било је 15 година и 11 месеци (од марта 1932. до фебруара 1948), док је најдужи период у којем нису учествовали у власти био 4 године и 4 месеца (од марта 1973. до јула 1977). Чак седморица од осам лидера странке служили су као премијери Ирске. Фијана Фол је, од првих избора 1932. до последњих 2011, била странка с највећим бројем заступника у Доњем дому ирског парламента. На последњим изборима доживела је катастрофалан пораз, изгубивши подршку чак 75% својих бирача. Разлог томе био је долазак Међународног монетарног фонда и Европске централне банке у Ирску, како би опоравили посрнулу ирску привреду. Становници Ирске се нису сложили с тим, што су показали и на изборима. Фијана Фол је тренутно трећа најјача странка у ирском парламенту.
Фијана Фол се 16. априла 2009. придружила Партији европских либерала, демократа и реформиста (ЕЛДР), која окупља странке либералних, демократских и реформистичких идеала из 30 европских земаља, претежно чланица Европске уније, те је чланица и Алијансе европских либерала и демократа у Европском парламенту, где држи три заступничка места од избора 2009.
Фијана Фол има и омладинску организацију, названу Огра Фијана Фол, а званичне боје су зелена и наранџаста.